# 最愛笑迎鼠
最愛笑迎鼠為Twins的一張賀年精選輯，於2008年1月18日在香港發行。碟內收錄1首新歌：「送猪型鼠」，為該年香港迪士尼樂園農曆新年慶祝活動「一鼠萬利過好年」的主題曲，MV於香港迪士尼樂園及香港迪士尼樂園酒店拍攝。
隨碟赠送利是封與揮春。

## 專輯介紹
每年農曆新年Twins及英皇眾藝人與樂迷拜年，大唱新春賀年歌。踏入2008年鼠年，Twins繼推出國語碟《桐話妍語》後，玩轉香港迪士尼樂園，高歌「送豬型鼠」，與摯愛親友潮賀鼠年！Twins雙生兒與主題公園的米奇老鼠及米妮，身穿名設計師度身訂做集合了中國及時尚的新年時裝示人，這首最新賀年歌和MV收錄於《最愛笑迎鼠》內！

## 曲目
CD
1. 送豬型鼠 (Twins)
2. 紅噹噹飛吻 (Twins/草蜢)
3. 八星報喜賀賀喜 (Twins/Boy'z/featuring 鄭希怡/吳浩康/梁洛施/李逸朗)
4. 四大才子發大財 (Boy'z/吳浩康/李逸朗)
5. 雙驕吐艷慶新春 (鄭希怡/梁洛施)
6. 五福金雞喜滿堂 (王凱駿/陳偉霆/麥子豪/蔣雅文/黃敏儀)
7. 孖寶668 (Twins)
8. 你最紅 (Twins)
9. 四喜臨門喜迎春 (Twins/Boy'z)

DVD
1. 送豬型鼠 MV (Twins)
2. 夢想黃金屋 Karaoke MV (Twins)
3. 紅噹噹飛吻 Karaoke MV (Twins/草蜢)
4. 八星報喜賀賀喜 Karaoke MV (Twins/Boy'z/featuring 鄭希怡/吳浩康/梁洛施/李逸朗)
5. 孖寶668 Karaoke MV (Twins)
6. 你最紅 Karaoke MV (Twins)
7. 四喜臨門喜迎春 Karaoke MV (Twins/Boy'z)
8. 嘻嘻哈哈哈碌大全